# Harry Svensson (fotbollsspelare)
Harry Svensson, född 11 juni 1945 i Borås, är en svensk före detta fotbollsspelare (mittfältare).
Svensson inledde sin seniorkarriär i IFK Göteborg, där han både var med om att vinna SM-guld 1969 och bli nedflyttad till andradivisionen efter säsongen 1970. Därefter fortsatte han sin karriär i Djurgårdens IF och spelade även två landskamper för svenska landslaget.